# Lotus 76
O 76 é o modelo da Lotus da temporada de 1974 da Fórmula 1. A equipe usou-o na terceira etapa, no Grande Prêmio da África do Sul em Kyalami; até a última corrida, o Grande Prêmio dos Estados Unidos em Watkins Glen International.
Foi guiado por Ronnie Peterson, Jacky Ickx e Tim Schenken.